# Circonscription de Forde
Pour les articles homonymes, voir Forde (homonymie).
La circonscription de Forde est une circonscription électorale fédérale australienne dans le Queensland. Elle a été créée en 1984 et porte le nom de Frank Forde, qui fut Premier ministre d'Australie. À son origine, elle était située dans la banlieue sud de Brisbane mais, maintenant, elle est située dans des régions semi-rurales plus au sud comprenant Caloundra, Beenleigh, Beaudesert, Boonah et Loganlea. Elle était un siège sûr pour le Parti libéral jusqu'en 2004. 

## Représentants
| Nom            | Parti            | Période de mandat |
| -------------- | ---------------- | ----------------- |
| David Watson   | Libéral          | 1984-1987         |
| Mary Crawford  | Travailliste     | 1987–1996         |
| Kay Elson      | Libéral          | 1996-2007         |
| Brett Raguse   | Travailliste     | 2007–2010         |
| Bert Van Manen | Libéral national | 2010–en cours     |

## Résultats des élections
| Parti                            | Parti                        | Candidat                     | Voix    | %     | ±     |
| -------------------------------- | ---------------------------- | ---------------------------- | ------- | ----- | ----- |
|                                  | Libéral national             | Bert van Manen (en)          | 34 920  | 36,91 | −6,59 |
|                                  | Travailliste                 | Rowan Holzberger             | 26 497  | 28,01 | −1,50 |
|                                  | Verts                        | Jordan Hall                  | 9 319   | 9,85  | +1,12 |
|                                  | Une nation                   | Seschelle Matterson          | 7 578   | 8,01  | −3,80 |
|                                  | UAP                          | Roxanne O'Halloran           | 7 485   | 7,91  | +3,87 |
|                                  | Indépendant                  | Christopher Greaves          | 2 973   | 3,14  | +3,14 |
|                                  | Démocrates libéraux          | Tobby Sutherland             | 2 668   | 2,82  | +2,82 |
|                                  | AJP                          | Linda McCarthy               | 2 444   | 2,58  | +2,58 |
|                                  | TNL                          | Samuel Holland               | 728     | 0,77  | +0,77 |
| Total des suffrages exprimés     | Total des suffrages exprimés | Total des suffrages exprimés | 94 612  | 93,22 | −2,14 |
| Votes nuls                       | Votes nuls                   | Votes nuls                   | 6 884   | 6,78  | +2,14 |
| Participation                    | Participation                | Participation                | 101 496 | 85,23 | −4,26 |
| Résultat de préférence bipartite |                              |                              |         |       |       |
|                                  | Libéral national             | Bert van Manen (en)          | 51 311  | 54,23 | −4,37 |
|                                  | Travailliste                 | Rowan Holzberger             | 43 301  | 45,77 | +4,37 |
|                                  | Libéral national retenir     | Libéral national retenir     | Swing   | −4,37 |       |